# Veter Martins
Veter Martins Morais (Fazenda Nova, 26 de março de 1970) é um empresário e político brasileiro, filiado ao União Brasil (UNIÃO).
Nas eleições de 2016, foi eleito vice-prefeito de Aparecida de Goiânia na chapa com Gustavo Mendanha. Nas eleições de 2022, foi eleito deputado estadual em Goiás com 30.836 votos (0,90% dos votos válidos).